# 2 Girls
『2 Girls』（ツー・ガルズ）は、Foxxi misQのYU-Aの2枚目のアルバム。

## 概要
- 初回限定盤には「忘れられない恋」「そばにいて、すぐ消えて。」「CHANGE」のミュージックビデオを収録したDVDが付いている。

## 収録曲

### CD
1. Baby Girl
  - 作曲：3rd Productions
2. 忘れられない恋 
  - 作詞：YU-A 作曲：3rd Productions
  - 4thシングル。
3. 淡い記憶
  - 作詞：YU-A 作曲：3rd Productions
4. 愛してた
  - 作詞：YU-A 作曲：3rd Productions
5. 見守っていたい 
  - 作詞：YU-A 作曲：Gajin
6. こんな私だって 
  - 作詞：YU-A 作曲：3rd Productions
7. そばにいて、すぐ消えて。 
  - 作詞：YU-A 作曲：3rd Productions
  - 3rdシングル。
8. あなたと
  - 作詞：YU-A 作曲：Shun Ito
9. Bad Girl 
  - 作曲：3rd Productions
10. CHANGE 
  - 作詞：YU-A・MUNEHIRO 作曲：3rd Productions
  - 5thシングル。
  - 日本テレビ「MIDNITEテレビシリーズ」『プリズン・ブレイク ファイナルシーズン』（再放送）エンディングテーマ曲
  - メ〜テレ（名古屋テレビ）「キングコングのあるコトないコト」11月度エンディングテーマ
11. ULALA 
  - 作詞：YU-A 作曲：3rd Productions
12. SAPPORO
  - 作詞：YU-A 作曲：3rd Productions
13. GYPSY WOMAN 
  - 作詞：Neal Brian Conway・Crystal Waters 日本語詞：YU-A
14. I believe in myself 
  - 作詞：YU-A 作曲：YU-A・3rd Productions
15. Fighting Girl  
  - 作詞：YU-A 作曲：3rd Productions

- Bonus Track -
1. 想い feat.YU-A/童子-T 
  - 作詞：童子-T・YU-A 作曲：童子-T・Shingo.S
2. あなたに出会って feat.YU-A/Miss Monday
  - 作詞：YU-A・Miss Monday 作曲：3rd Productions
3. ごめんね welcomez YU-A/INFINITY16 
  - 作詞：INFINITY 16・YU-A 作曲：INFINITY 16・Shingo.S

### DVD
1. 見守っていたい
2. そばにいて、すぐ消えて。
3. 忘れられない恋
4. CHANGE
5. 一人きりのX’mas night
6. 嫌いになれたら (YU-A First Live Tour 「PERFORMANCE 2010」2010.3.29@NAGOYA CLUB QUATTRO)
7. 2 Girls Making